# Sérébissou
Sérébissou est une localité de l'est de la Côte d'Ivoire et appartenant au département de Bongouanou, Région du N'zi-Comoé. La localité de Sérébissou est un chef-lieu de commune.